# Klausheide (Hövelhof)
Klausheide ist ein Ortsteil der Gemeinde Hövelhof im Kreis Paderborn. Benachbarte Orte sind Sennelager und Staumühle. Die Entfernung bis zum Hövelhofer Ortskern beträgt etwa 3,3 Kilometer, bis nach Sennelager ungefähr 3,5 Kilometer.

## Geschichte

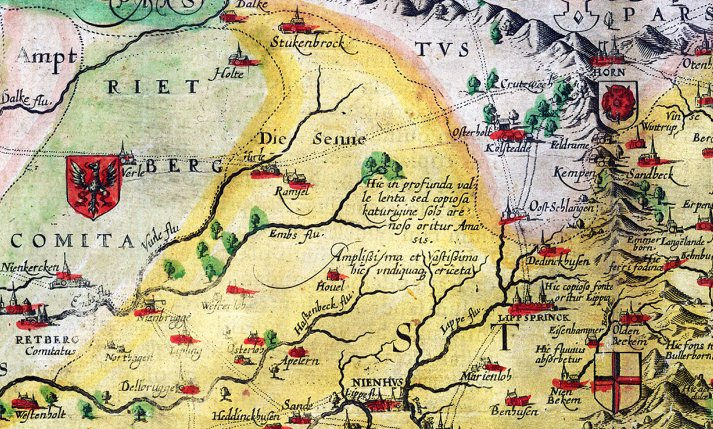
Karte von Johannes Gigas (1620)

Klausheide gehörte im Wesentlichen bereits seit Gründung der Gemeinde Hövelhof im Jahre 1807 zu dieser. Der in Klausheide gelegene Apelhof wird als einer der drei Urhöfe Hövelhofs bereits auf der ca. 1620 erschienenen Karte des Hochstifts Paderborn von Johannes Gigas genannt.
Der Anfang des 20. Jahrhunderts brachte die Anbindung an die Bahn mit sich. Die Eröffnung der letzten Teilstrecke der Sennebahn von Sennelager nach Schloß Holte erfolgte am 1. Oktober 1902. Seitdem verkehrt die Sennebahn durchgehend zwischen Paderborn und Brackwede/Bielefeld. Der bis Mai 1982 bestehende Haltepunkt in Klausheide trug bei Eröffnung zunächst die Bezeichnung „Ostenland“. Ab dem 1. Dezember 1902 wurde die Bezeichnung auf „Klausheide“ geändert.
1910 bis 1912 baute die Gemeinde Ostenland gleichzeitig an drei Schulen: Espeln, Mühlensenne (beide einklassig) und Ostenland-Haupt (dreiklassig und mit drei Wohnungen). Die Schulen in Espeln und Mühlensenne (Klausheide) sind noch im Herbst 1911 bezogen worden, die Schule in Ostenland-Haupt erst im Oktober 1912.
Im Sommer 1913 wurde die „neue Chaussee von Haupt durch die Mühlensenne nach dem Bahnhof Klausheide“ fertiggestellt und dem Verkehr übergeben.
Zwei kleinere Teile von Klausheide (die Kreissiedlung und die Klausheider Siedlung) wurden am 1. Oktober 1958 und am 1. Januar 1975 in die Gemeinde Hövelhof eingegliedert. Vorher waren sie Bestandteile der Gemeinde Ostenland im Amt Delbrück. 

### Klausheider Siedlung

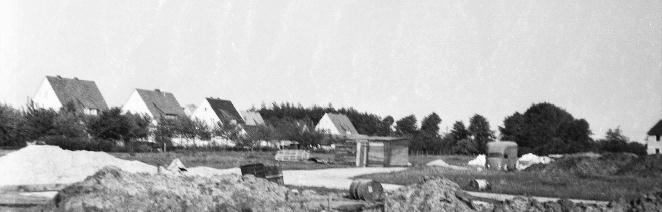
Klausheider Siedlung, die spätere Schlesische Straße in der „Neuen Siedlung“, Blick nach Osten auf die „Alte Siedlung“, Frühsommer 1966.

Die Bebauung der Klausheider Siedlung, vor 1975 auch Ostenländer Siedlung genannt, erfolgte hauptsächlich in zwei Phasen. Die erste direkt nach dem Zweiten Weltkrieg ab 1950 bis Mitte der 1950er Jahre („Alte Siedlung“ mit Brandenburger Straße, Ostpreußenstraße, Oderstraße, Friedlandstraße und Liegnitzer Straße) und die zweite ab 1965 bis in die frühen 1970er Jahre („Neue Siedlung“ mit Schlesischer Straße und Memelstraße). Bis dahin bestanden lediglich vereinzelte Hofstellen. Der Heierweg findet sich bereits im preußischen Urkataster der Gemeinde Ostenland, Flur XI, „Sander Bruch“, vom Februar 1828.
Die ersten 10 Grundstücke im alten Teil der Siedlung, auf der Westseite der damaligen Bundesstraße 68, wurden ab 1950 verkauft. Deren Bebauung mit zwei Doppelhäusern und sechs Einzelhäusern war 1951 fast fertiggestellt. 1954 wurden weitere 3 Morgen Bauland für sieben weitere Bauplätze zur Verfügung gestellt.

### Religionen

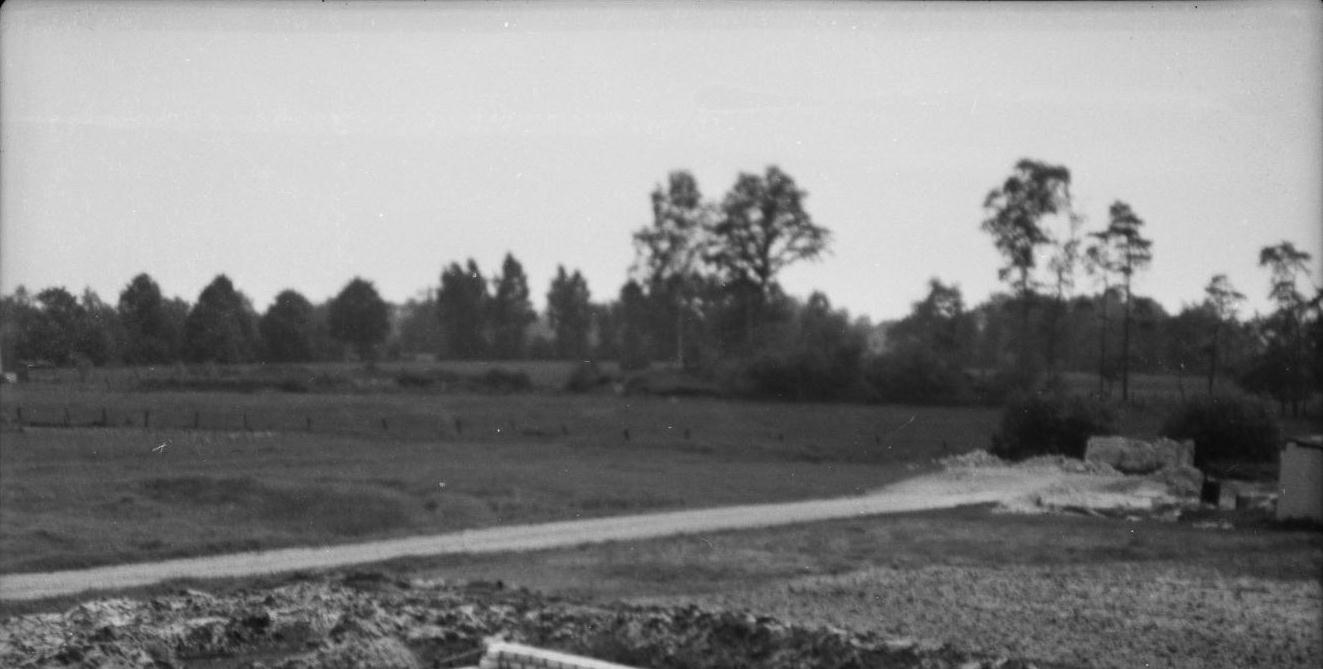
Klausheider Siedlung, Schlesische Straße in der „Neuen Siedlung“, Blick nach Südwesten auf den heutigen Wendehammer, Sommer 1966.

Die Katholiken aus Klausheide gehören zur Kirchengemeinde St. Johannes Nepomuk in Hövelhof im Dekanat Büren-Delbrück des Erzbistums Paderborn, die Lutheraner zur evangelischen Kirchengemeinde Hövelhof im Kirchenkreis Paderborn der Evangelischen Kirche von Westfalen.

## Wirtschaft und Infrastruktur
Klausheide liegt nördlich der Autobahnabfahrt Paderborn-Sennelager der A 33 Paderborn-Bielefeld an der Landesstraße 756 (ehemaligen B 68).
Klausheide verbinden die Linien H1 und H11 (montags bis freitags) und die Linien H4 und H5 (samstags und sonntags) nordwärts mit Hövelhof und südwärts über Sennelager mit Schloß Neuhaus und Paderborn.
Vielen Menschen bekannt ist Klausheide vor allem durch das Salvator-Kolleg Klausheide, eine private Schule für emotionale und soziale Entwicklung (Förderschule) im berufsbildenden Bereich.
Klausheide hat einen Kindergarten. In dem Gebäude war vormals eine Grundschule untergebracht. Außerdem bestehen einige Sport- und Spielplätze.
An der L 756 (ehemalige Bundesstraße 68) ist der Campingplatz Apelhof gelegen.